# Поульсен, Улла
Улла Поульсен Скоу (дат. Ulla Poulsen Skou, урождённая Иверсен (дат. Iversen); 5 февраля 1905 — 21 апреля 2001), бывшая баронесса Улла Росенёрн-Лехн (дат. Ulla Rosenørn-Lehn) — датская балерина и актриса. Она была солисткой Датского королевского балета. Известность ей также принесла серия её портретов, написанная датской художницей Гердой Вегенер.

## Биография
Улла Иверсен родилась 5 февраля 1905 года в Копенгагене в семье Сёрена Иверсена и Лауры Кристианы Хансен.
В 1913 году она была принята в Королевскую датскую балетную школу и обучалась по методике Бурнонвиля. Она дебютировала в составе Датского королевского балета в 1921 году, исполнив партию Агнеты в постановке «Агнета и водяной» (дат. Agnete og Havmanden). Она официально присоединилась к труппе два года спустя, в 1923 году, а в 1924 году стала её солисткой. В этом качестве она исполнила множество главных ролей, включая Сильфиду в одноимённом балете.
Поульсен был подругой и моделью художницы Герды Вегенер, которая написала серию её портретов. Самой известной из этих работ является картина 1927 года под названием «Улла Поульсен в балете Шопениана».

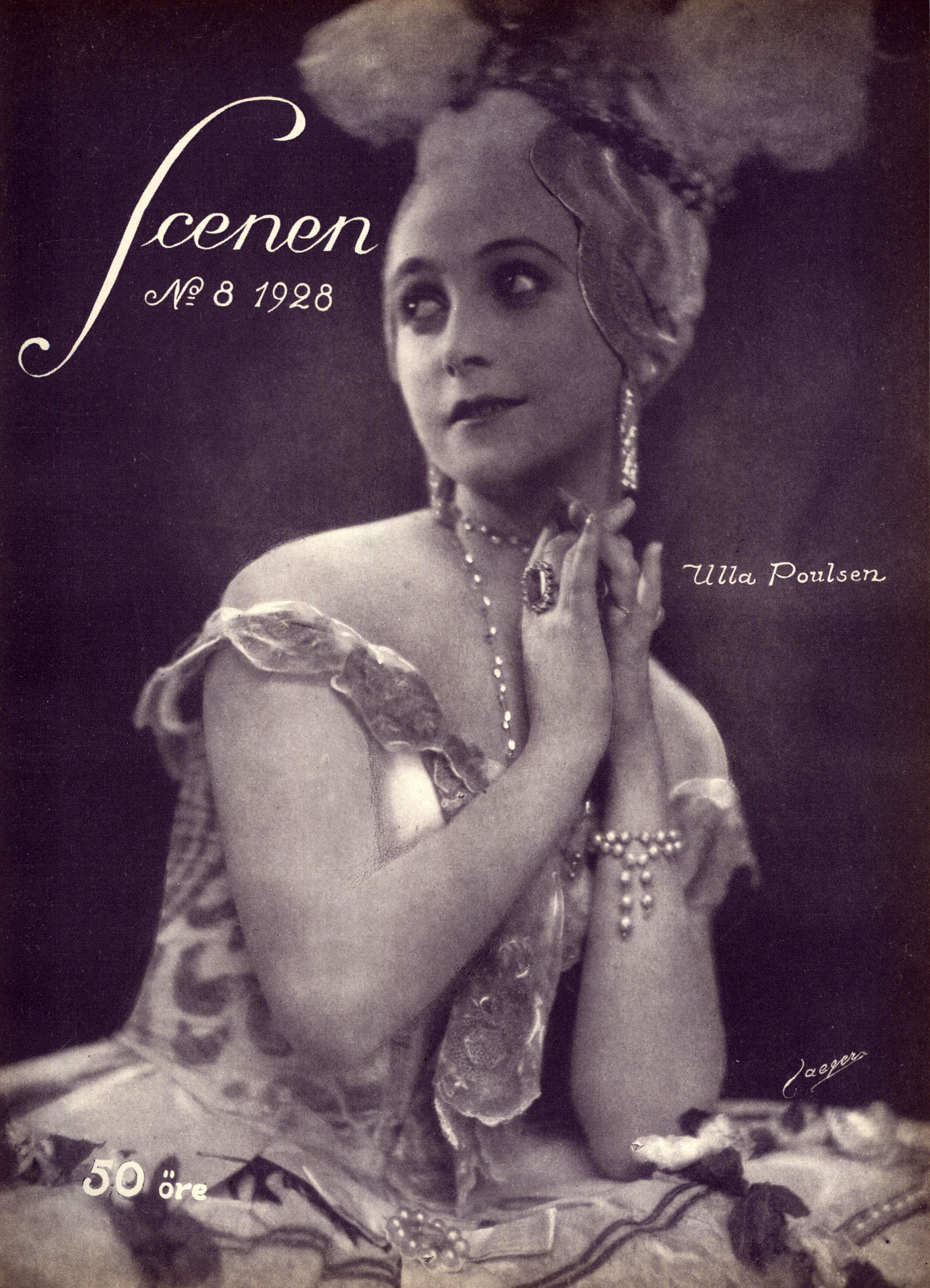
Поульсен в 1928 году.

Польсен была замужем три раза. Её первым супругом был датский актёр и режиссёр Йоханнес Поульсен, племянник комедийного актёра Олафа Поульсена. Она снялась в роли царицы фей и эльфов Титании в его экранизации «Сна в летнюю ночь» и поставила танец в его «Имяреке» 1936 года. Впоследствии она была замужем за бароном Кристианом Карлом Отто Росенёрном-Лехном, представителем датской аристократии. Её третьим избранником стал Хельге Нордхал Скоу.
Поульсен исполняла роли в кинофильмах «Умный человек» (дат. Den kloge Mand, 1937) и «Балетный танцор» (дат. 
Balletten danser, 1938), а также в «Матадоре», датском телесериале 1970—1980-х годов.
В 1938 году Поульсен была награждена премией Tagea Brandt Rejselegat за значительный вклад в датское искусство.
Улла Поульсен умерла 21 апреля 2001 года в Ольборге (Дания) и была похоронена на главном кладбище этого города (дат. 
Almen Kirkegård).

## В массовой культуре
Роль Поульсен в фильме 2015 года «Девушка из Дании» исполнила актриса Эмбер Херд. В этой картине Поульсен ошибочно изображается как подруга, которая сыграла важную роль в появлении «датской девушки» — женской идентичности Эйнара Вегенера (Лили Эльбе). Поульсен в этой ленте опаздывает на сеанс моделирования, попросив Эйнара заменить её, который впервые надевает женскую одежду, вызывающую в нём ранее не признаваемые желания. На самом деле опоздавшей моделью была Анна Ларссен, актриса и подруга, а не Улла Поульсен.